# As the Bell Rings
As the Bell Rings ist eine Disney-Channel-Produktion aus den USA. Eine Folge dauert etwa 5 Minuten, seit 2007 wurden in 2 Staffeln 43 Episoden produziert.  Wie auch die deutsche Adaption Disneys Kurze Pause, basiert die Serie auf der Produktion Quelli dell'intervallo des italienischen Disney Channels.

## Besetzung in den USA
- Demi Lovato als Charlotte Adams (Staffel 1)
- Lindsey Black ist Lexi (Staffel 2)
- Tony Oller ist Danny
- Carlson Young ist Tiffany
- Collin Cole ist Skipper.
- Gabriella Rodriguez ist Brooke
- Seth Ginsberg ist Toejam

## Besetzung in England
- Brad Kavanagh ist Dylan (Staffel 2)
- Gregg Sulkin ist JJ
- Emily Gloyens als Gabby
- Pax Baldwin als Reece
- Chris Parkinson als Briggs (Staffel 1)
- Jennifer Veal als Lucy
- Sydney Rae White als Emma (Staffel 1)
- Daniel Anthony als Danny (Staffel 1)
- Lara Hendrickse as Bella  (Staffel 1)
- Olivia Scott-Taylor als Rocky
- Jack Blumenau als Tinker (Staffel 2)
- Cameron Butterwick as Josh (Staffel 2)

## Wissenswertes
Es werden Lachkonserven benutzt.